# Påskeøsten
Påskeøsten er et vejrfænomen, hvor det i en længere periode i foråret (gerne omkring påske) blæser koldt og tørt fra øst ind over Danmark. Forudsætningen for påskeøsten er et højtryk over Skandinavien og et lavtryk syd for Danmark.
Kombinationen af kulde og blæst gør at det føles endnu koldere, det såkaldte windchill, men i og med at der som regel er skyfrit, kan det alligevel være behageligt, hvis man kan finde et sted med sol og læ.